# Tobias Trautner
Tobias Trautner (* 5. März 1995 in Ludwigsburg) ist ein deutscher Fußballtorwart.

## Karriere
Tobias Trautner durchlief die Jugendmannschaften von der SpVgg 07 Ludwigsburg, des VfB Stuttgart und den Stuttgarter Kickers. Dort schaffte er den Sprung in den Seniorenbereich und kam mehrfach in der zweiten Mannschaft der Kickers zum Einsatz und stand des Weiteren im Profikader, wo er jedoch nie zum Einsatz kam. Nach einer Saison beim FC 08 Homburg zog es Trautner nach Norwegen, wo er seine ersten Profieinsätze für die Vereine Strømmen IF und Kongsvinger IL verzeichnen konnte.
Im Januar 2019 kehrte Trautner nach Deutschland zurück und schloss sich dem Drittligisten Sportfreunde Lotte an.
Im Juli 2019 kehrte er zu den Stuttgarter Kickers zurück.

## Privates
Trautner ist der Sohn des ehemaligen Bundesligatorhüters Eberhard Trautner, der für den VfB Stuttgart aktiv war.